# 長興寺 (大分市)
長興寺（ちょうこうじ）は、大分県大分市松岡にある臨済宗妙心寺派の寺院である。山号は松岡山（しょうこうざん）。

## 沿革
当寺が所在する松岡地区は、戦国時代の国人領主で大友氏の庶流である戸次氏の本貫地戸次荘のはずれに位置する。
当寺は、大友系戸次氏初代当主戸次重秀の次男松岡重頼を開基とし、要翁和尚によって嘉元2年（1304年）に開山された。七堂伽藍を有する大寺院であったが、島津氏の豊後侵攻の際に焼失。宝永3年（1705年）に達道和尚によって再興され、寛政12年（1800年）に大頂和尚によって堂宇が整えられた。
山門を入って正面にある覚皇殿には大頂和尚が明和8年（1771年）に揮毫した額が掲げられている。境内には、明和2年（1765年）に建立された六道能化地蔵尊、天保8年（1837年）に農家の牛の供養のために建立された大白牛の仏像がある。

## 文化財
- 木造釈迦如来坐像 - 桧の寄木造の釈迦如来像[1]。鎌倉時代末期から南北朝時代初期にかけて、慶派仏師によって造られたものと考えられている。2016年2月23日に大分県の有形文化財に指定された[5]。